# Пом'якшення води
Пом'якшення води — обробка води, що надходить із природного джерела у різні технологічні процеси.
Мета пом'якшення води — видалення з неї йонів кальцію та магнію, що зумовлюють головним чином твердість води, яка може бути усунена методами осадження та катіонування. Осадження базується на переведенні кальцію та магнію в важкорозчинні сполуки, які випадають в осад, що може бути здійснено термічним або хімічним шляхом.
Термічне пом'якшення води базується на розпаді гідрокарбонатів кальцію та магнію при нагріванні води з утворенням важкорозчинних речовин СаСО3 та Mg(ОН)2.
Хімічне пом'якшення води базується на введені в неї реагентів, що збагачують її СО2–
3 та ОН–, у результаті чого утворюються важкорозчинні речовини СаСО3 та Mg(ОН)2: вода обробляється гідроксидом кальцію (вапном) та карбонатом натрію (кальцинованою содою) при температурі 80—90°С, а також гідроксидом натрію або розчином фосфатів.
Катіонування базується на фільтрації води через шар катіонітів, при якому відбувається заміщення йонів кальцію та магнію на йони натрію, водню або амонію, що містяться в твердій фазі катіоніту. Як катіоніти в основному застосовують сульфовугілля, катіонообмінні смоли на основі кополімерів стиролу та дивінілбензолу, які оброблені сірчаною та хлорсульфоновою кислотами і підлягають потім окисному гідролізу.